# Dorian Awards
I Dorian Awards sono premi promossi e organizzati dalla GALECA: The Society of LGBTQ Entertainment Critics (fondata nel 2009 come Gay and Lesbian Entertainment Critics Association). GALECA è composta da giornalisti e critici di paesi anglofoni (Stati Uniti, Canada e Regno Unito) che si occupa di cinema e televisione con o senza contenuti LGBT.

## Storia
GALECA e i suoi annuali Dorian Awards sono stati creati nel 2008 a Hollywood, in California, da John Griffiths, ex critico televisivo di lunga data per la rivista Us Weekly e collaboratore di Emmy Magazine dell'Academy of Television Arts & Sciences. I primi Dorian Awards, per le produzioni del 2009, sono stati annunciati nel gennaio 2010.
I premi sono intitolati allo scrittore Oscar Wilde e il nome è un riferimento al suo romanzo Il ritratto di Dorian Gray. Il logo del premio include un'immagine stilizzata di Oscar Wilde.
I Dorian Awards vengono assegnati alle migliori produzioni cinematografiche e televisive accessibili negli Stati Uniti, attraverso una varietà di categorie, generalmente LGBTQ. Oltre alle categorie più tradizionali come "Film dell'anno", i premi vengono assegnati anche a categorie più insolite, tra cui "Film visivamente impressionanti", "Film più ignorato dell'anno" e "Film erotico-camp".

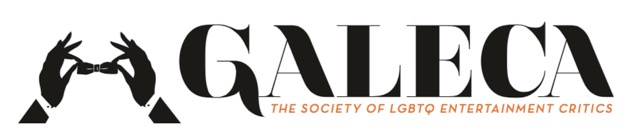
Logo di GALECA

La premiazione non avviene una cerimonia ufficiale di gala, ma durante una festa informale pomeridiana a Los Angeles per soci, vincitori, candidati e associati.
I membri dell'associazione GALECA sono più di 200 e tra loro figurano il critico Kevin Thomas, la giornalista Judy Wieder, il colonnista Michael Musto e il professore di letteratura Joseph Bristow (uno dei più famosi studiosi di Oscar Wilde).

## Premi
Ogni anno i premi vengono assegnati nelle seguenti categorie:
- Premi cinematografici
  - Film dell'anno
  - Film a tematica LGBTQ dell'anno
  - Film "campy" dell'anno
  - Film più sottovalutato dell'anno
  - Film straniero dell'anno
  - Film documentario dell'anno
  - Film dall'impatto visivo più forte dell'anno
  - Regista dell'anno
  - Attore dell'anno
  - Attrice dell'anno
  - Attore non protagonista dell'anno
  - Attrice non protagonista dell'anno
  - Sceneggiatura dell'anno

- Premi televisivi
  - Serie, miniserie o film tv drammatico dell'anno
  - Serie, miniserie o film tv commedia dell'anno
  - Serie, miniserie, film tv o altra trasmissione a tematica LGBTQ dell'anno
  - Serie, miniserie, film tv o altra trasmissione "campy" dell'anno
  - Serie, miniserie, film tv o altra trasmissione più sottovalutata dell'anno
  - Programma di attualità dell'anno
  - Attore televisivo dell'anno
  - Attrice televisiva dell'anno
  - Performance musicale televisiva dell'anno
  - Video musicale dell'anno

- Premi misti
  - Stella emergente ("We're Wilde About You!" Rising Star Award)
  - Spirito selvaggio dell'anno (Wilde Wit of the year Award)
  - Artista dell'anno (Wilde Artist of the year Award)
  - Timeless Award

Nelle prime 3 edizioni, il premio cinematografico alla recitazione era unico, senza distinzione tra attori e attrici. Anche il premio alla recitazione televisiva non faceva distinzione tra attori e attrici, ma era comunque suddiviso tra "performance per il genere drammatico" e "performance per il genere commedia e musicale". Il premio ad attori e attrici non protagonisti per il cinema è stato consegnato per la prima volta nell'edizione del 2018.

## Vincitori
Di seguito vengono elencati i vincitori nelle due categorie principali. L'anno si riferisce all'anno in cui la cerimonia di premiazione ha avuto luogo e non all'uscita del film.

### Film dell'anno
- 2010 – A Single Man, regia di Tom Ford
- 2011 – Io sono l'amore, regia di Luca Guadagnino
- 2012 – Weekend, regia di Andrew Haigh
- 2013 – Argo, regia di Ben Affleck
- 2014 – 12 anni schiavo (12 Years a Slave), regia di Steve McQueen
- 2015 – Boyhood, regia di Richard Linklater
- 2016 – Carol, regia di Todd Haynes
- 2017 – Moonlight, regia di Barry Jenkins
- 2018 – Chiamami col tuo nome (Call Me by Your Name), regia di Luca Guadagnino
- 2019 – La favorita (The Favourite), regia di Yorgos Lanthimos
- 2020 – Parasite (Gisaengchung), regia di Bong Joon-ho
- 2021 – Nomadland, regia di Chloé Zhao

### Film a tematica LGBTQ dell'anno
- 2010 – A Single Man, regia di Tom Ford
- 2011 – Colpo di fulmine - Il mago della truffa (I Love You Phillip Morris), regia di Glenn Ficarra e John Requa
- 2012 – Weekend, regia di Andrew Haigh
- 2013 – Keep the Lights On, regia di Ira Sachs
- 2014 – La vita di Adele (La vie d'Adèle: Chapitres 1 & 2), regia di Abdellatif Kechiche
- 2015 – Pride, regia di Matthew Warchus
- 2016 – Carol, regia di Todd Haynes
- 2017 – Moonlight, regia di Barry Jenkins
- 2018 – Chiamami col tuo nome (Call Me by Your Name), regia di Luca Guadagnino
- 2019 – Copia originale (Can You Ever Forgive Me?), regia di Marielle Heller
- 2020 – Ritratto della giovane in fiamme (Portrait de la jeune fille en feu), regia di Céline Sciamma
- 2021 – Ma Rainey's Black Bottom, regia di George C. Wolfe